# Isole Habibas
Le isole Habibas si trovano a circa 12 km al largo della costa algerina, a nord-ovest di Orano.

## Descrizione
Le isole, di origine vulcanica, sono costituite da un'isola principale, l'isola Occidentale, lunga 1,3 km, e da una più piccola, chiamata l'isola Orientale.
Il piccolo arcipelago, le cui acque sono protette come area naturale marina, copre una superficie totale di circa 40 ettari, e ne punto più alto, raggiungono i 105 m. 
Amministrativamente ricadono nel territorio del comune di Aïn El Kerma nella provincia di Orano.